# Grumman Corporation
Grumman Aircraft Engineering Corporation, по-късно Grumman Aerospace Corporation, е американска авиостроителна компания, съществувала от 1929 до 1994 г., била сред водещите американски на военни и граждански самолети в САЩ.
Компанията е основана от Лирой Груман, Джон Суирбул и Уилиам Швендлер на 6 декември 1929 г.

## Втора световна война
По време на Втората световна война проектира и произвежда за нуждите на самолетоносачите от флота на САЩ, самолетите F4F Wildcat и F6F Hellcat, както и торпедните бомбардировачи TBF Avenger.

## Следвоенни години
В следвоенните години, през 1949 г., компанията произвежда своя първи реактивен самолет – F9F Panther, който се оказва много успешен, последван от А-6 Intruder през 1960-те години и от F-14 Tomcat през 1970-те години.

## Космическа програма и лунен модул Аполо
Grumman е главен изпълнител на проекта на НАСА за построяването на лунен модул за програмата Аполо, с който човек стъпва за първи път на Луната. Компанията подписва договор на 7 ноември 1962 г., който предвижда да се построят 13 лунни модула.
След приключването на програмата Аполо Grumman е сред водещите компании, кандидати за договор с НАСА за построяването на космическата совалка, но губи от компанията Rockwell International.

## Обединение с Northrop
През 1994 г. се обединява с корпорацията Northrop, като образуват корпорацията Northrop Grumman Corporation.

## Самолети, произведени от Grumman
военни
- Grumman FF1
- Grumman F2F
- Grumman F3F
- Grumman XF5F Skyrocket
- Grumman XP-50
- General Dynamics-Grumman F-111B
- Grumman G-118
- Grumman AF Guardian
- Grumman C-1 Trader
- Grumman E-1 Tracer
- Grumman S-2 Tracker
- Grumman E-2 Hawkeye
- Grumman C-2 Greyhound
- Grumman OV-1 Mohawk
- Grumman X-29

палубни изтребители
- Grumman F4F Wildcat
- Grumman F6F Hellcat
- Grumman F7F Tigercat
- Grumman F8F Bearcat
- Grumman F9F Panther
- Grumman F-9 Cougar
- Grumman XF10F Jaguar
- Grumman F-11 Tiger
- Grumman F11F-1F Super Tiger
- Grumman F-14 Tomcat

хидросамолети
- Columbia XJL
- Grumman JF Duck
- Grumman J2F Duck
- Grumman G-21 Goose
- Grumman G-44 Widgeon
- Grumman G-73 Mallard
- Grumman HU-16 Albatross (модификации: за Брегова охрана на САЩ – UF-1/UF-2, за флота U-16, граждански G-111)

палубен щурмовик
- Grumman A-6 Intruder

торпедоносци
- Grumman XSBF
- Grumman TBF Avenger
- Grumman XTB2F
- Grumman XTSF

самолети за радиоелектронна борба и разузнаване
- Grumman EA-6B Prowler
- General Dynamics/Grumman EF-111A Raven

граждански
- Grumman Gulfstream I
- Grumman Gulfstream II
- Grumman American AA-1 (1971 – 76)
- Grumman American AA-1B Trainer (1971 – 76)
- Grumman American AA-5 Traveler (1972 – 75)
- Grumman American AA-5A Cheetah (1976 – 79)
- Grumman American AA-5B Tiger (1975 – 79)
- Grumman American Cougar
- Grumman Ag Cat
- Grumman Kitten
- Grumman G-65 Tadpole

## Космически апарати
Лунен модул (LM), известен също като LEM (Lunar Excursion Module), – спускаем модул, част от космически кораб Аполо.
|  | Уикипедия разполага с Портал:Авиация |